# Josef Stalin-museet

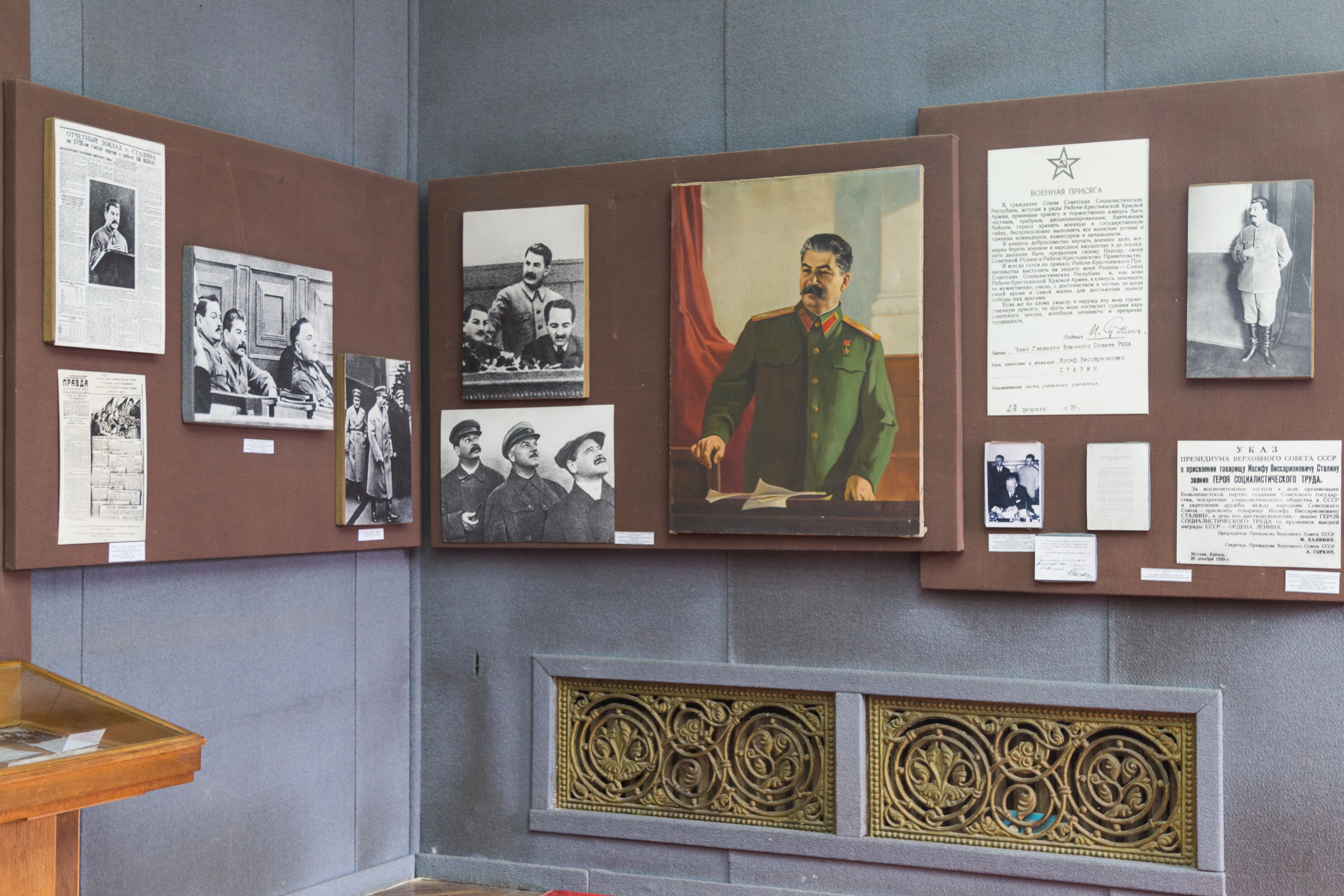

Josef Stalin-museet (georgiska: იოსებ სტალინის სახელმწიფო მუზეუმი, Ioseb Stalinis sachelmtsipo muzeumi) är ett museum i Gori, Georgien, tillägnat Josef Stalin, Sovjetunionens ledare som föddes i Gori.
Josef Stalin-museet visar föremål relaterade till hans liv och det hus han föddes i. I museet finns många objekt som tillhörde Stalin under hans tid som sovjetisk ledare, som till exempel mattor från sovjetrepubliken Azerbajdzjan. Huset som Stalin föddes i var litet och delades mellan hans familj och hyresvärden. 
Museet har tre olika sektioner, alla belägna vid det centrala torget i staden. Museet dedikerades officiellt till Josef Stalin år 1957. Vid Sovjetunionens sönderfall stängdes museet 1989, men museet har idag åter öppnat och är en populär turistattraktion.